# 6-os villamos (Szeged)
A szegedi 6-os jelzésű villamos a Marx tér és az Átrakópályaudvar között közlekedett. A viszonylatot a Szegedi Közlekedési Társaság üzemeltette.

## Története

### A kisvasút Tisza-parti szakaszának megszüntetése
A Szegedi Kisvasút 1927-ben indult be. Nyomvonala a Rudolf térről (Roosevelt tér) a Tisza-parton az Átrakó pályaudvaron át vezetett a Szeged környéki faluk felé, a végállomása Ásotthalom, illetve Pusztamérges voltak. Az 1930-as években a Tisza-part közelében épült klinikáknak problémát jelentett a mozdonyok füstképződése valamint a vonat haladásával járó zajterhelés. Ezen okok miatt a kisvasút Tisza-parti szakaszának megszüntetése merült fel.
Ezzel a problémával azonban csak 1949-ben foglalkoztak először. A MÁV és a KPM (Közlekedési és Postaügyi Minisztérium) a megszüntetés és a villamos kiépítése ellen tiltakozott. Indokként azt vetették fel, hogy így az Erzsébet rakparton lenne egy új átrakó állomás, ahol át lehetne szállni a villamosra, és a Szeged környékéről piacra járó eladóknak költségesebb lenne az eljutás. 1950. február 20-ától leállították a vonatforgalmat a kisvasút Tisza-parti szakaszán. 23-ától ideiglenes buszjárat közlekedett a vasút helyett a villamos átadásáig. A Dugonics tér és a Tisza pu. között 1110 méter hosszú, új egyvágányú pálya készült a meglévő teherforgalmi szakasz átépítésével. A nyomvonal az akkori Vaspálya utca–Szövetkezeti út volt.

### A 3-as villamos módosítása
1950. március 1-jétől a 3-as villamos a Belvárosi temető–Aradi vértanúk tere, később a Belvárosi temető – Átrakó pu. között közlekedett. A kisvasútig csak csatlakozás esetén jártak ki a járművek. Utasszámlálást is végeztek, a Dugonics tértől kifelé alacsonyabb volt az utasszám.

### A 6-os villamos
1950 elején felújították és némileg meghosszabbították az 1931-ben épült, de azóta részben elbontott Boross József utcai vágányt, amelyet a kiskundorozsmai villamos is használt később. A Marx téren 135 méter hosszúságban építettek egy kitérőt, amely teherforgalmi célokat is szolgált. A Kálvária téren egy deltavágány is épült a villamos számára. 1950. június 1-jén indult be a 6-os villamos a Marx tér és az Átrakó pu. között. Egy jármű közlekedett, 24 perces fordulóidővel. A vonal hossza 3,553 kilométer volt. Ezzel egyidőben a 3-as végállomása visszakerült a Somogyi utcába.

Szeged villamosvonalai 1950-ben. A térképen a 6-os nyomvonala szürkével látható.

1952-ben átépítették a Kálvária sugárúti szakaszt a Dugonics tér és a Veresács utca között, emiatt július 3. és október 6. között a 6-os villamos az Aradi vértanúk tere és az Átrakó pu. között járt. A második világháborúban lebombázott vasúti Tisza-híd megmaradt részeinek bontása miatt 1953. március 31-től a Marx tér felől csak a hídromig jártak a villamosok.
1963. november 11-től viszonylat-átszervezések történtek. A 6-os villamost lerövidítették, csak a Dugonics tér és az Átrakó pu. között jártak. Az üzemideje is változott, ideiglenes járat lett, csak szerdán és szombaton (piaci napokon) közlekedett. A kisvasúton, így a 6-os járaton is kevesebb utas volt, mert a piacra járó eladók már inkább autóval közlekedtek. Ezt követően az SZKV utasszámlálást végzett. A villamosjáratot 1966. május 22-én megszüntették. A vágányokat felszedték az Átrakó pályaudvartól a Dugonics térig, a Marx téren a Boross József utcai vágánykapcsolatig. A Kálvária téren lévő deltavágányt is elbontották. A Tisza-part és a Dugonics tér között felújították a Lenin körutat (Tisza Lajos körút). A vágányok helyén parkolókat jelöltek ki, a klinika környékén pedig parkosították a területet.

## Megállóhelyei
| Dátum                 | Viszonylat                   | Megállóhelyek |
| --------------------- | ---------------------------- | --- |
| 1950. június 1-től    | Marx tér (piac) – Átrakó pu. | Marx tér (piac) – Bakay Nándor utca – Veresács utca – Moszkvai körút – Dugonics tér – Klebelsberg tér (Gizella tér) – Gyermekklinika – Tisza pu. bejáró – Fővámhivatal – Paprika beváltó – Átrakó pu. |
| 1963. november 11-től | Dugonics tér – Átrakó pu.    | Dugonics tér – Klebelsberg tér (Gizella tér) – Gyermekklinika – Tisza pu. bejáró – Fővámhivatal – Paprika beváltó – Átrakó pu.                                                                        |